# Parafia św. Doroty w Strzałkowie
Parafia Świętej Doroty w Strzałkowie – jedna z 7 parafii leżących w granicach dekanatu strzałkowskiego archidiecezji gnieźnieńskiej. 

## Historia
Parafia została erygowana w XIV wieku. 
W 1934 roku wzniesiono, na miejscu dwóch drewnianych świątyń, obecny kościół parafialny, według projektu architekta Stefana Cybichowskiego. 

## Dokumenty
Księgi metrykalne: 
- ochrzczonych od 1945 roku
- małżeństw od 1945 roku
- zmarłych od 1945 roku